# Der Schatz im All
Der Schatz im All (Originaltitel: L’isola del tesoro) ist eine siebenteilige Science-Fiction-Fernsehserie, die 1986/1987 in italienisch-deutsch-französischer Kooperation unter der Regie von Antonio Margheriti entstanden ist. Als Vorlage diente der Roman Die Schatzinsel von Robert Louis Stevenson. Neben der Serie wurde auch ein Film herausgegeben. Eine DVD der Serie erschien 2008 im Vertrieb des Studios Euro Video.

## Handlung
In der Zukunft: Der zwölfjährige Jim lebt mit seiner Mutter und seinem todkranken Vater in einem alten Leuchtturm auf Sizilien. Dort betreiben sie die Gastwirtschaft Al Convegno Spaziale.
Eines Tages betritt Billy Bones, ein alter Raumschiffpilot, der durch die Einnahme von Drogen zu einem körperlichen Wrack geworden ist, das Gasthaus. Er beschließt für einige Zeit zu bleiben. Irgendwann erfährt Jim von Billy Bones, dass dieser im Besitz eines Lageplanes ist, der zu einem großen Schatz führen soll. Mit Erschrecken muss Jim jedoch erfahren, dass sich auch einige Piraten für diesen Plan interessieren.
Nachdem Billy Bones stirbt, nimmt Jim den Plan an sich und fliegt gemeinsam mit Doktor Livesy, Graf Ravano und Captain Smolett zum Planeten, wo der Schatz vergraben ist. Mit an Bord der Hispaniola sind John Silver und einige andere Piraten. Auf dem Planeten kommt es zur Auseinandersetzung.
In einem dramatischen Finale finden die Schatzsucher tatsächlich vor den Piraten den Schatz. Nachdem dieser sichergestellt wird, kehren sie zur Erde zurück und überlassen die Piraten ihrem Schicksal. Lediglich Long John Silver gelingt es, an Bord der Hispaniola zu gelangen. Kurz vor der Landung auf der Erde verabschiedet er sich mit einem Geschenk von Jimmy und benutzt ein Shuttle, um seinen eigenen Weg zu gehen. Vor dem Abflug zeigt er Jimmy noch, dass er sich einen kleinen Teil vom riesigen Schatz genommen hat.